# Viktor Helander

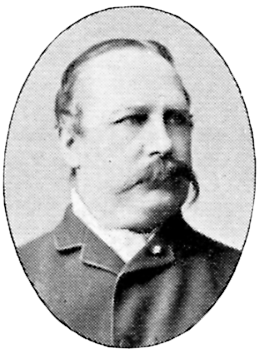
Sven Viktor Helander, Foto

Sven Viktor Helander (* 12. August 1839 in Göteborg, Schweden; † 11. September 1901 in Düsseldorf) war ein schwedischer Genremaler der Düsseldorfer Schule, Büchersammler und schwedisch-norwegischer Konsul in Düsseldorf.

## Leben

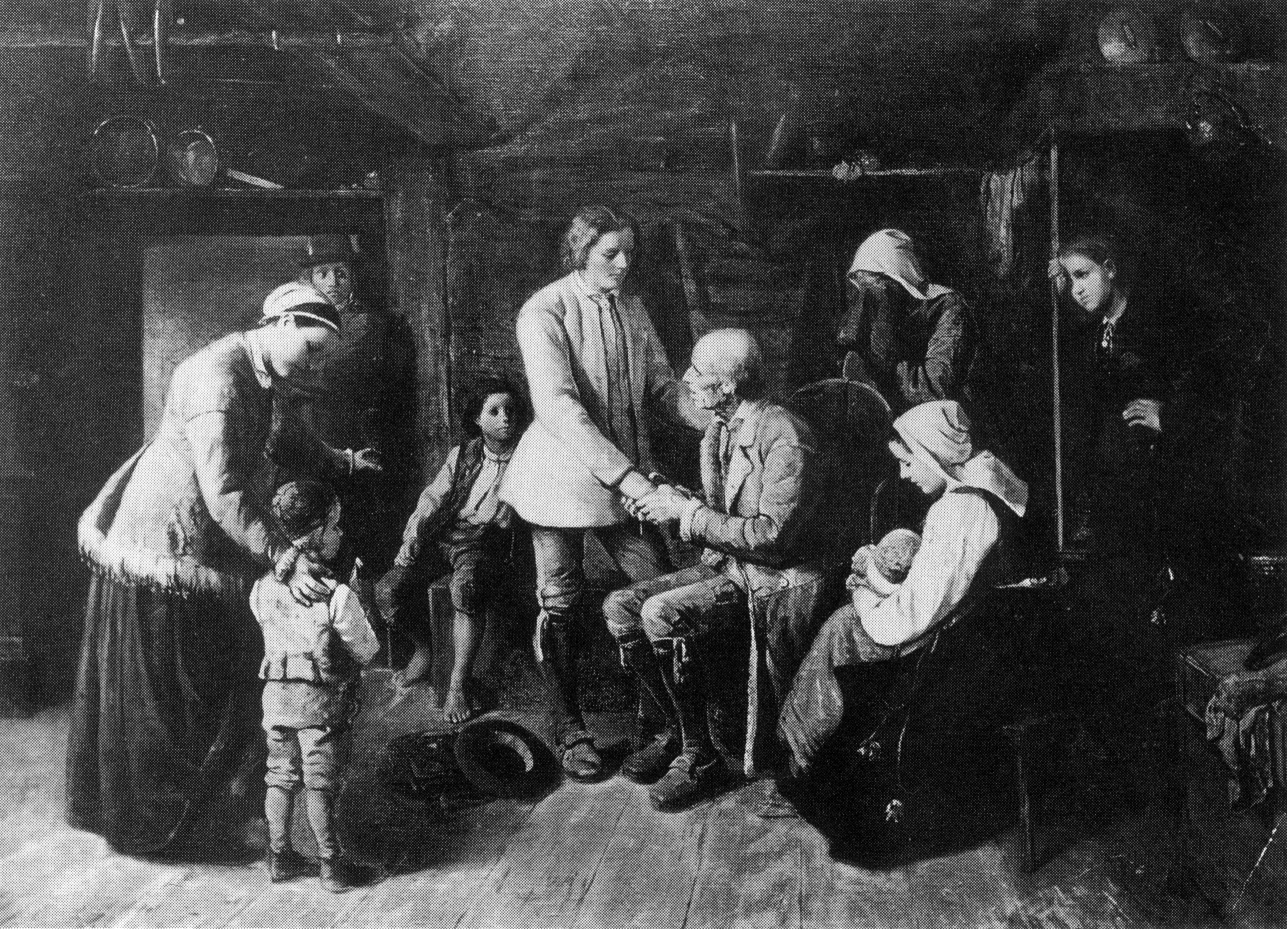
Die Auswanderer, Schwarz-Weiß-Abbildung eines Gemäldes von Viktor Helander

Helander war der Sohn des Göteborger Großhändlers Carl Viktor Helander (1812–1894) und dessen Ehefrau Carolina Maria (geborene Wallin). Er studierte 1857 an der Königlich Dänischen Kunstakademie in Kopenhagen und 1857 bis 1861 an der Kunstakademie Stockholm. Nach 1861 ging er nach Düsseldorf und nahm dort Privatunterricht bei dem Schweizer Genremaler Benjamin Vautier. Von 1862/1863 bis zu seinem Tod war Helander Mitglied des Düsseldorfer Künstlervereins Malkasten. 1874 heiratete er Ida Emilie Bertha Schulz, geborene Möller (1834–1910), die Witwe des Essener Kaufmanns und Fabrikanten Eduard Schulz (1821–1866). Ab 1878 wirkte er als schwedisch-norwegischer Konsul für die Rheinprovinz und die Provinz Westfalen. Als solcher residierte er 1879 in der Goltsteinstraße 11 in Düsseldorf. Die Stockholmer Akademie nahm ihn als Agré auf.
Helander schuf Porträts und Genrebilder im Stil der Düsseldorfer Schule. Sein weiteres Interesse galt der Buchkunst. Seine Stieftochter Ida (1863–1917), ab 1888 Ehefrau des Dürener Industriellen Guido Schoeller (1850–1898), führte er an die Bibliophilie heran.  Der Vermessungsingenieur Adolf Ferdinand Helander (1820–1905) war sein Onkel.